# Paramysidia mississippiensis
Paramysidia mississippiensis är en insektsart som först beskrevs av Dozier 1922.  Paramysidia mississippiensis ingår i släktet Paramysidia och familjen Derbidae. Inga underarter finns listade i Catalogue of Life.